# Lophomma punctatum
Espèce
Synonymes
- Walckenaera punctata Blackwall, 1841
- Argus trapezoides Walckenaer, 1847
- Lophomma stictocephalum Menge, 1868
- Microneta scrobiculata Menge, 1869

Lophomma punctatum est une espèce d'araignées aranéomorphes de la famille des Linyphiidae.

## Distribution
Cette espèce se rencontre en zone paléarctique.

## Publication originale
- Blackwall, 1841 : The difference in the number of eyes with which spiders are provided proposed as the basis of their distribution into tribes; with descriptions of newly discovered species and the characters of a new family and three new genera of spiders. Transactions of the Linnean Society of London, vol. 18, p. 601-670 (texte intégral).